# Hellmut Ernst
Hellmut Ernst (n. 19 septembrie 1903, Codlea, Austro-Ungaria – d.14 februarie 1966, Nürnberg, Republica Federală Germană) a fost un inginer mecanic german.
După ce a absolvit liceul la Sibiu, Ernst a studiat ingineria mecanică la Universitatea Tehnică din München și la Universitatea Politehnică din Gdańsk . În Gdańsk a fost asistent la Catedra pentru palane. Apoi a lucrat pentru Bleichert & Co. din Leipzig, unde s-a ocupat de macarale, telecabine și instalații de încărcare. În 1932 și-a luat doctoratul la Universitatea Politehnica din Gdańsk (contribuție la evaluarea reglementărilor oficiale pentru cablurile căilor ferate elevate). Din 1935 a fost în departamentul de construcție de macarale al companiei MAN SE din Nürnberg, din 1952 ca director.
Din 1942 până în 1945 a fost și profesor de tehnologie a transportoarelor la Universitatea Politehnică din Gdańsk.
El a fost unul dintre cei mai importanți experți în construcția de macarale din Germania postbelică, iar monografia sa despre aceasta a reprezentat o lucrare standard.
În 1964 a primit titlul de doctor honoris causa al Universității Tehnice din München.

## Lucrări
- Hebezeuge . 3 volume. Ernst & Son, 1950, 1951, 1953